# Tabar Kalā-ye Gelrūdbār
Tabar Kalā-ye Gelrūdbār (persiska: تبر کلای گلرودبار, Tabar Kalā-ye Kalrūdbār, تبر کلای کلرودبار) är en ort i Iran.   Den ligger i provinsen Gilan, i den norra delen av landet, 210 km nordväst om huvudstaden Teheran. Antalet invånare är 209.
Terrängen runt Tabar Kalā-ye Gelrūdbār är platt åt nordväst, men åt sydost är den kuperad. Terrängen runt Tabar Kalā-ye Gelrūdbār sluttar norrut. Runt Tabar Kalā-ye Gelrūdbār är det ganska tätbefolkat, med 155 invånare per kvadratkilometer. Närmaste större samhälle är Lāhījān, 5,1 km öster om Tabar Kalā-ye Gelrūdbār. Trakten runt Tabar Kalā-ye Gelrūdbār består till största delen av jordbruksmark.